# Bureau central sismologique français
Le Bureau central sismologique français, fondé en 1921 par l'institut de physique du globe de Strasbourg a pour mission de collecter les observations sismologiques relatives à la France et de faciliter leur diffusion.